# オティリア・イェジェイチャク
オティリア・イェジェイチャク（Otylia Jędrzejczakオティーリャ・イェンジェーイチャク、1983年12月13日 - ）は、ポーランドの競泳選手。身長187センチ、体重72キロ。

## 経歴
6歳から水泳を始める。15歳のときに欧州ジュニア選手権の100mバタフライと200mバタフライに優勝し注目され始め、2000年シドニーオリンピックでは200mバタフライで5位に入賞する。100mバタフライは準決勝敗退だった。
2001年の福岡世界選手権では100mバタフライで銀メダルを獲得。2002年のベルリン欧州選手権ではスージー・オニールの持つ世界記録を100分の3秒更新する2時間05分78秒の世界新記録を樹立する。
2003年のバルセロナ世界選手権では200mバタフライで金メダル、100mバタフライで銀メダルを獲得。2004年アテネオリンピックでも200mバタフライで金メダル、100mバタフライと400m自由形でも銀メダルを獲得した。
2005年のモントリオール世界選手権では200mバタフライで自らの世界記録を更新する、2分05秒61で金メダル。世界記録は2006年に、オーストラリアのジェシカ・シッパーによって破られるが、2007年モントリオール世界選手権では銅メダル、8月の世界競泳では金メダルと、連続して表彰台を確保していた。
2008年北京オリンピックでは200mバタフライで世界記録を更新した劉子歌ら中国選手についていけず、自己ベストからも遅れる2分7秒02で4位に終わった。100mバタフライでは予選落ち、400m自由形では準決勝敗退と惨敗した。

## 人物
- アテネ五輪の200mバタフライで獲得した金メダルをオークションで売却。落札金8万ドルあまりを、全額白血病の子どもたちのために国内の医科大学に寄付した。
- 2005年10月1日、自らの運転する車で交通事故を起こし、同乗していた19歳の弟が死亡した。彼女自身も重傷を負い、心身ともに大きなダメージを受けた。
- ポーランド国内では歌手としてCDを発表している。

## 自己ベスト
- 400m 自由形 : 4分04秒23 (2007年)
- 100m バタフライ : 57秒84 (2004年)
- 200m バタフライ : 2分05秒61 (2005年)